# Stokhouder
Stokhouder is de naam van een persoon die vrijwel altijd werd afgebeeld op prenten en etsen uit de 18de en 19de eeuw waar er een visafslag op het zeestrand werd weergeven. Deze persoon, veelal getooid met een hoge hoed, wordt daarbij afgebeeld met een lange stok, die meestal is uitgevoerd in de afwisselende kleuren rood met wit.
Een dergelijke stokhouder assisteerde een veilingmeester die 'afslager' werd genoemd bij de verkoop van de aangevoerde vis. Met zijn lange stok wees deze assistent de te verkopen partijen aan die op het strand lagen uitgestald bij de bomschuiten of pinken die de zeevis hadden aangevoerd. En, als voor de hand liggend, zei men dat de stokhouder was genoemd naar zijn attribuut: de lange stok.
Dit blijkt een misvatting. Een stokhouder was in werkelijkheid een functionaris in een ruimere zin dan wordt verondersteld. Hij was namelijk van oorsprong een "vendumeester" of veilingmeester, die als ambtenaar was belast met het houden van openbare verkopingen. De benaming 'stokhouder' vindt zijn oorsprong in de late middeleeuwen. Bij een openbare verkoping werd in die tijd met of by den Stok verkocht. In een bron (Zeeuwsche Oudh.II, 246) staat er dit over:
Ende dat gedaen, sal den Rechter den vercooper ende cooper een stocxken in de handt geven, ende selfs mede in de hant houden, ende seggen dese woerden: Deese erve oft Huys drage Ick over ten behoeve van ... in rechten vryen eygendom.
Wanneer na langere tijd de procedure op zich in onbruik raakt, blijft bij verkopingen het stokje tóch een rol spelen in de daar gehanteerde terminologie. Zaken worden bij den Stok verkocht; veilingen vinden plaats in 't Bekken of by de Stok en men spreekt van Verhandelingen van de Waren die by den stocke of uytroepinge in 't openbaar sal geschieden. En de man die als vendumeester de verkopen leidde behield ook het woordje 'stok' in zijn functie-omschrijving te weten: stokhouder. 
Het is merkwaardig dat met name bij de afslag van (zee)vis een mate van degradatie valt waar te nemen. Hier leidt (leidde) nu de afslager de verkoop en werd de stokhouder - eertijds de veilingmeester - de man die assisteert (assisteerde). Maar tot zijn troost maakt(e) zijn 'stocxksen' plaats voor een echte (lange) stok.